# Arizona (tržnica)
Tržnica Arizona, ili popularnog lokalnog naziva Koridor, udaljena 15-ak km od grada Brčko, najveća je tržnica na području bivše Jugoslavije. Smještena je na na cesti koja povezuje gradove Orašje i Tuzlu, u naselju Dubrave koje pripada općini Brčko. a s godinama je stekla kultni status i postala mjesto za kupovinu na koje dolaze posjetitelji iz cijele Bosne i Hercegovine, Hrvatske, Srbije i Mađarske.

## Koridor
Povijest Arizone počinje nakon završetka rata u Bosni i Hercegovini i potpisivanja Daytonskog sporazuma u studenom 1995. godine. Odlukom međunarodnih mirovnih snaga IFOR-a na području tadašnje linije razgraničenja nedaleko Brčkog određena je jedna ledina kao demilitarizirano mjesto sastajanja. Ubrzo nakon što je prostor očišćen i razminiran, jedna za drugom počele su nicati trošne barake u kojima se odvijala trgovina među donedavno zaraćenim stranama.

## Kasniji razvoj
Godine 2001. vlada Distrikta Brčko raspisala je međunarodni javni natječaj za izgradnju nove tržnice Arizona. Radovi su bili vrijedni oko 50 milijuna eura, a nova tržnica otvorena je u studenom 2004. Trenutačno na Arizoni posluje nešto više od dvije tisuće poslovnih jedinica (trgovina, kafića i sl.) te ondje svaki dan na posao dolazi između pet i šest tisuća ljudi. Ukupan prostor veličine je oko 40 tisuća kvadratnih metara.

## Osnovne informacije
Osim prodavača s prostora bivše države, trgovinom se bave i Grci, Turci, Talijani i Kinezi. Broj kupaca koji posjeti tržnicu kreće se oko 30 tisuća dnevno. Također, zanimljivo je napomenuti kako na Arizoni ne postoje etničke i religijske podjele koje nakon posljednjih ratnih sukoba duboko pogađaju cijelu Bosnu i Hercegovinu. Tržnica je otvorena svaki dan osim ponedeljka od 08:00 do 15:00 h, no većina dućana zatvara se već u 14h. Robu je moguće platiti u raznim valutama: eurima, američkim dolarima, konvertibilnim markama,  te srpskim dinarima.

## Kontroverze
Za tržnicu Arizona vežu se i mnoge kontroverze. Tako je u početku, u drugoj polovici devedesetih godina 20. stoljeća ona bila sinonim za šverc i razne druge kriminalne aktivnosti. Također, zapanjujuć je podatak kako se ondje tijekom 1999. i 2000. godine nalazilo čak sedam ilegalnih javnih kuća. Ipak, nakon obnove infrastrukture uveden je red u poslovanje, tako da danas nema nezakonitih aktivnosti, a svaka poslovna jedinica ima uredno prijavljeno poslovanje te plaća porez i doprinose.

## Zanimljivosti
- Opjevana je u pjesmi gupe Zabranjeno pušenje pod nazivom "Arizona Dream", s albuma Bog Vozi Mercedes iz 2001. godine.